# Sân bay Bayankhongor
Sân bay Bayankhongor  (IATA: BYN, ICAO: ZMBH) là một sân bay ở Bayankhongor, tỉnh lỵ tỉnh Bayankhongor ở Mông Cổ. Sân bay này có 2 đường băng dài 2800 rải bê tông/asphalt và 2100 m mặt cỏ.

## Các hãng hàng không và các tuyến điểm
- Aero Mongolia (Ulan Bator)
- Eznis Airways (Ulan Bator)
- Scat Air (Ust-Kamenogorsk)